# Ángela Jeria
Ángela Margarita Jeria Gómez (Talca, 22 de agosto de 1926-Santiago, 2 de julio de 2020) fue una arqueóloga chilena, madre de Michelle Bachelet (dos veces presidenta de Chile, entre los años 2006—2010 y 2014—2018).
Durante el primer gobierno de Michelle Bachelet, al ser soltera esta última, Jeria desempeñó informalmente el papel de primera dama, al acompañarla en varios actos oficiales; sin embargo, las funciones oficiales correspondientes a ese título protocolar fueron traspasadas al cargo de directora del Área Sociocultural de la Presidencia.

## Biografía

### Familia y juventud

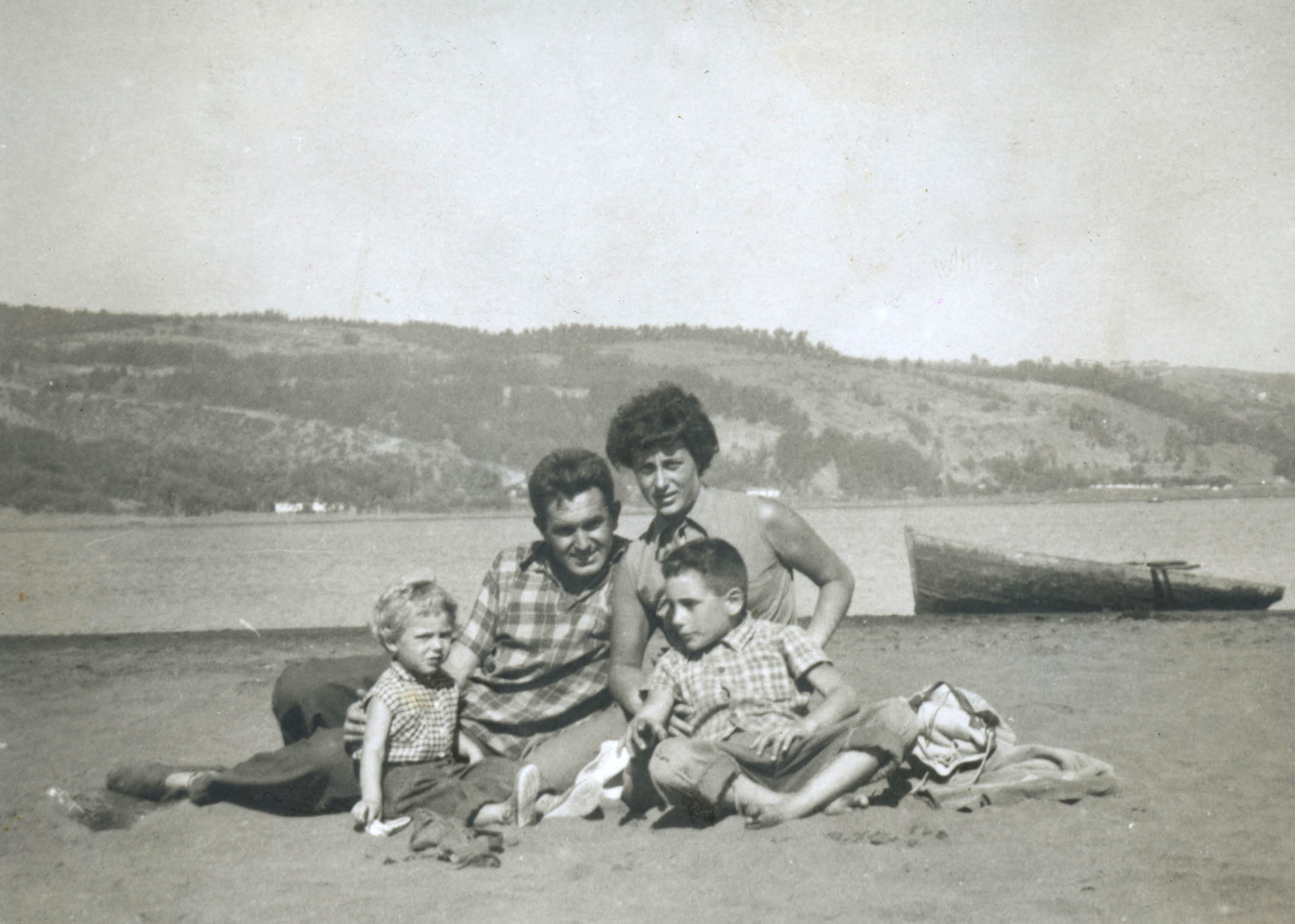
Ángela Jeria junto a su esposo Alberto y sus dos hijos, mientras eran infantes.

Nació en Talca el 22 de agosto de 1926, hija de Máximo Jeria Johnson y Ángela Gómez Zamora, y nieta de Máximo Jeria Chacón, primer ingeniero agrónomo que hubo en Chile.
Se casó en Temuco en 1945 con Alberto Bachelet, matrimonio del que nacieron sus hijos Alberto (nacido el 13 de octubre de 1946 y fallecido en Estados Unidos el 2001 por un paro cardíaco) y Verónica Michelle (nacida el 29 de septiembre de 1951).
Jeria trabajó en la Universidad de Chile, tanto en la Editorial Universitaria (1948-1958), como en la Oficina de Presupuesto y Finanzas de la Universidad. Tras llegar incluso a ser Directora de Finanzas de la Universidad, decidió estudiar arqueología en la misma casa de estudios donde había trabajado, ingresando en dicha carrera en 1969.

### Dictadura militar: viudez y exilio
En 1973 se inició la dictadura militar en Chile, y la carrera de arqueología que cursaba Jeria fue cerrada. Su esposo, que trabajó como secretario de la Dirección Nacional de Abastecimiento y Comercialización (DINAC) en el gobierno de Salvador Allende, fue entonces detenido por oponerse al golpe de Estado, sufriendo torturas por parte de sus propios camaradas de la Fuerza Aérea. Finalmente Alberto Bachelet falleció de un infarto en 1974, durante su reclusión en la Cárcel Pública de Santiago. Más tarde la carrera de arqueología fue reabierta, y Jeria se reintegró a ella, sin embargo no alcanzó a titularse porque fue detenida junto a su hija Michelle, y llevada a los centros de la DINA Villa Grimaldi y Cuatro Álamos, donde sufre torturas.
Tras ser liberada y expulsada del país, vivió en el exilio en Australia, donde comenzó a trabajar en la difusión de la oposición al régimen de Pinochet, viajando a México, Cuba y la Unión Soviética. Vivió también en la República Democrática Alemana, para acompañar a su hija Michelle, quien estudiaba medicina en la Universidad Humboldt de Berlín. Allí trabajó como ayudante de investigación en un centro de prehistoria y arqueología. En 1977 viajó a Washington D. C., Estados Unidos, para dar testimonio de las violaciones a los Derechos Humanos en Chile, en el contexto del asesinato de Orlando Letelier.

### Retorno a Chile y papel público

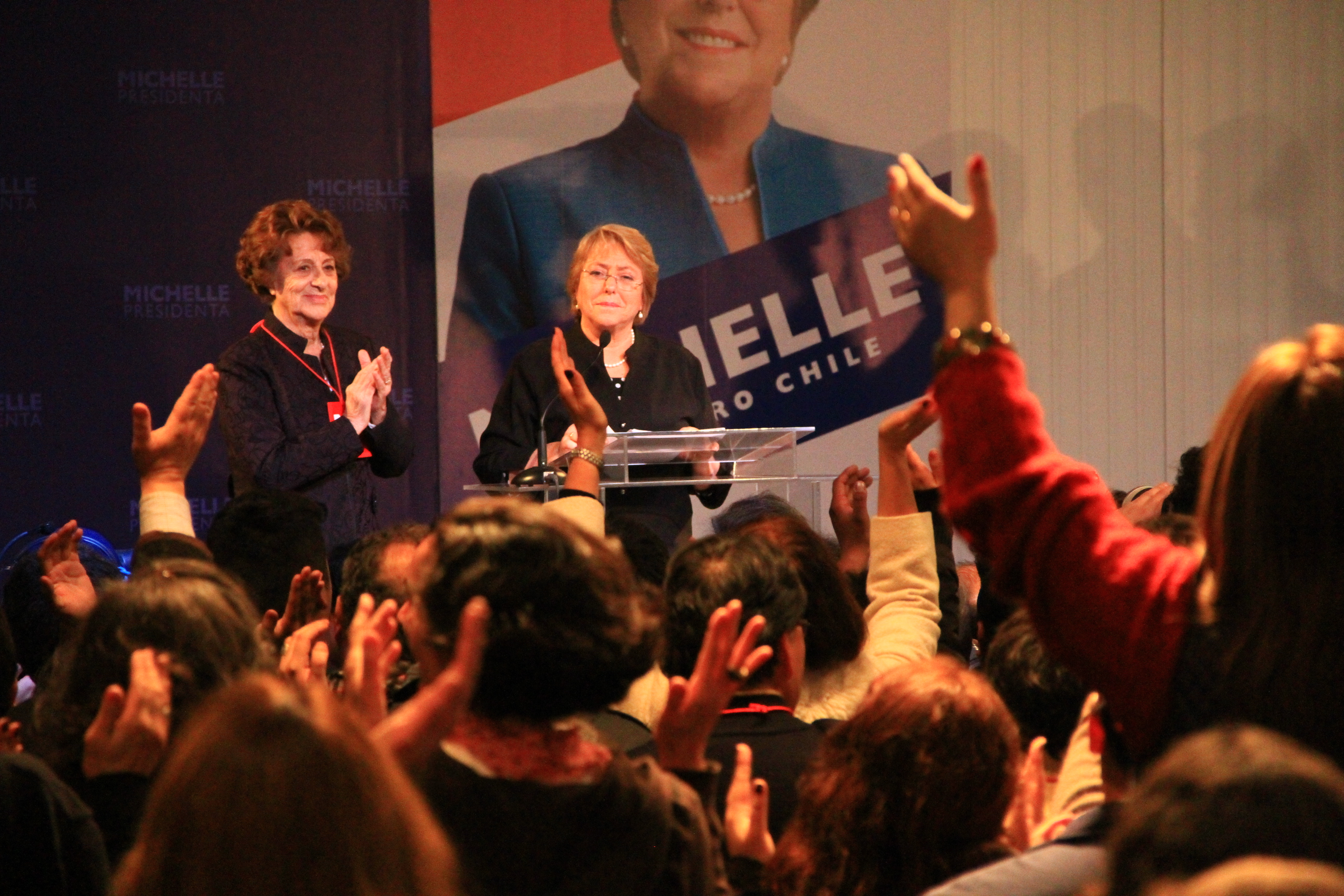
Jeria acompañando a su hija Michelle tras su triunfo en las primarias presidenciales de la Nueva Mayoría de 2013.

En 1979 Ángela Jeria volvió a Chile junto a su familia y se vinculó a organizaciones de derechos humanos y a la izquierda política opositora de aquel entonces. Fue detenida varias veces por participar en manifestaciones contra la dictadura militar. En 1990 retomó sus estudios de arqueología en la Universidad de Chile, pero los abandonó a pocos pasos de su titulación. Su nieta, Francisca Dávalos Bachelet, seguiría sus pasos, ya que estudió arqueología en la misma universidad, donde se tituló en 2005.
En 2006 su hija Michelle llegó a convertirse en la primera mujer en ocupar el cargo de presidente de Chile, durando su mandato hasta el 11 de marzo de 2010. El 21 de noviembre de 2007 Jeria fue galardonada con la Medalla Senado Universitario por su trabajo en la Universidad de Chile.
En octubre de 2009 adhirió públicamente a la candidatura presidencial de Eduardo Frei Ruiz-Tagle. En 2013 fue parte de la segunda candidatura presidencial de su hija Michelle. En julio de 2017 firmó por la candidatura presidencial de Alejandro Guillier.
En 2014 recibió junto a Pepe Mujica el premio «Monseñor Leonidas Proaño» por su contribución a la defensa de los derechos humanos en la región, otorgado por la presidencia de Uruguay.

### Fallecimiento
El 1 de julio de 2020 fue internada en estado grave en el Hospital de la Fuerza Aérea de Chile, falleció el 2 de julio a los 93 años en compañía de su familia.

## Controversias
En una entrevista dada para el documental «El Muro chileno», Jeria justificó la existencia del Muro de Berlín y aseveró desconocer sobre torturas o desapariciones cometidas por el régimen de la República Democrática Alemana, donde ella fue exiliada política.